# Font de Talló
La Font de Talló o Ermita de la Mare de Déu de Talló és una capella de Bellver de Cerdanya (Baixa Cerdanya) inclosa a l'Inventari del Patrimoni Arquitectònic de Catalunya.

## Descripció
Petita capella de pedra, orientada cap a ponent, amb arc dovellat i creu de pedra a la part exterior. Està coberta amb volta de canó i capçada a la paret est, on hi ha una reproducció de la Mare de Déu de Talló. Té dues obertures a les parets nord i sud.

## Història
Segons la llegenda popular, la Mare de déu de Talló va ser trobada per un animal a la font de Talló, tal com queda de manifest en els goigs que se li evoquen:
"Vostra imatge prodigiosa en una font s'ha trobat, i ésser Vós nos ha mostrat font de gràcia caudalosa…"
L'actual capella va ser reconstruïda l'any 1966. Durant la seva rehabilitació es va trobar una pedra amb la inscripció de l'any 1411, que fou col·locada com a setial de la verge reproduïda.